# 카스텔파가노
카스텔파가노(이탈리아어: Castelpagano)는 이탈리아 캄파니아주 베네벤토도의 코무네다. 나폴리로부터 북동쪽 80km, 베네벤토 북쪽으로 30km 거리에 있다.